# Familia Trafficante
Familia Trafficante, cunoscută și sub numele de Mafia din Tampa, a fost o familie asociată mafiei americane și implicată în crima organizată din Florida, Statele Unite. Cel mai cunoscut boss al organizației a fost Santo Trafficante Jr. care a condus familia cu o mână de fier. Autorul Scott Deitche a susținut că Santo Jr. a fost implicat în planul de asasinare a președintelui Fidel Castro orchestrat de CIA. După moartea lui Santo Jr. în 1987, familia Trafficante a ajuns pe mâna lui Vincent LoScalzo.

## Istorie

### Primii șefi din Tampa
La începutul anilor 1920, Charlie Wall⁠(d) a creat un sindicat al crimei organizată în Tampa prin intermediul căruia a controlat un număr mare de operațiuni ilegale cu jocuri de noroc și a mituit numeroși reprezentanți guvernamentali din oraș. Wall își controla activitățile din cartierul Ybor City⁠(d), Tampa și a angajat în organizația sa italieni, cubanezi și alți bărbați de diferite etnii. Singurul său rival din zona Tampa Bay⁠(d) a fost bossul italian Ignacio Antinori⁠(d).
Ignacio Antinori⁠(d), un imigrant născut în Palermo, a devenit un cunoscut baron al drogurilor și șef al familiei Trafficante spre sfârșitul anilor 1920. În zonă exista și o mică gașcă italiană controlată de Santo Trafficante Sr.⁠(d) care locuia în Tampa de la vârsta de 18 ani. Trafficante își răspândise jocurile ilegale⁠(d) în întreg orașul și devenise o persoană influentă. Conștient de activitățile lui Trafficante, Antinori l-a invitat să se alăture organizației sale și împreună au și-au extins operațiunile în întreg statul. Antinori și Wall au fost implicați într-un conflict sângeros care a durat 10 ani și s-a încheiat în anii 1940. Unul dintre apropiații lui Wall, Evaristo "Tito" Rubio⁠(d), a fost împușcat pe veranda sa în 8 martie 1938, iar Antinori a fost ucis în octombrie 1940. Atât organizația lui Wall, cât și cea a lui Antinori au pierdut influență și putere din cauza războiului, iar Santo Trafficante a devenit cel mai puternic boss din Tampa.